# Magadanichthys skopetsi
Magadanichthys skopetsi är en fiskart som först beskrevs av Shinohara, Nazarkin och Igor A. Chereshnev 2004.  Magadanichthys skopetsi ingår i släktet Magadanichthys och familjen tånglakefiskar. Inga underarter finns listade i Catalogue of Life.